# Hoplopleura emphereia
Hoplopleura emphereia är en insektsart som beskrevs av Kim 1965. Hoplopleura emphereia ingår i släktet Hoplopleura och familjen gnagarlöss. Inga underarter finns listade i Catalogue of Life.